# مارجوري فيلدينغ
مارجوري فيلدينغ (بالإنجليزية: Marjorie Fielding)‏ هي ممثلة بريطانية، ولدت في 17 فبراير 1892 بغلوستر في المملكة المتحدة، وتوفيت في 28 ديسمبر 1956 بلندن في المملكة المتحدة.

## أعمال

### أفلام
- (1951) رحلة السيد هولاند

## وصلات خارجية
- مارجوري فيلدينغ على موقع IMDb (الإنجليزية)
- مارجوري فيلدينغ على موقع ألو سيني (الفرنسية)
- مارجوري فيلدينغ على موقع أول موفي (الإنجليزية)
- مارجوري فيلدينغ على موقع قاعدة بيانات الأفلام السويدية (السويدية)
- مارجوري فيلدينغ على موقع إن إن دي بي (الإنجليزية)
- مارجوري فيلدينغ على موقع قاعدة بيانات الفيلم (الإنجليزية)
- مارجوري فيلدينغ على موقع كينوبويسك (الروسية)